# Мазуровка (Черневецкий район)
Мазуровка (укр. Мазурівка) — село на Украине, находится в Черневецком районе Винницкой области.
Код КОАТУУ — 0524984501. Население по переписи 2001 года составляет 3390 человек. Почтовый индекс — 24106. Телефонный код — 4357.
Занимает площадь 4,425 км².

## Адрес местного совета
24106, Винницкая область, Черневецкий р-н, с. Мазуровка, ул. Ленина, 70